# كولن باريت
كولن باريت (بالإنجليزية: Colin Barrett)‏ (3 أغسطس 1952 بستوكبورت في المملكة المتحدة - ) هو لاعب كرة قدم بريطاني في مركز الدفاع. لعب مع سويندون تاون ومانشستر سيتي ونوتينغهام فورست ونادي أندوفر ‏.

## وصلات خارجية
- كولن باريت على موقع قاعدة بيانات كرة القدم.إي يو (الإنجليزية)